# 十万大山掌突蟾
十万大山掌突蟾（学名：Leptobrachella shiwandashanensis），一种于中华人民共和国广西壮族自治区防城港市金花茶国家级自然保护区发现的两栖动物，隶属于角蟾科掌突蟾属。其种加词“shiwandashanensis”意为“十万大山的”。

## 形态特征
十万大山掌突蟾体型小，雄蟾体长26.8～29.7毫米，雌蟾体长33.7～35.9毫米。身体背部皮肤粗糙，呈灰褐色，两眼间有倒三角形褐色斑；体侧有不规则的黑色斑点；四肢具有横纹，肘部和上臂为淡黄色；身体腹面为乳白色，腹部边缘具有灰褐色细斑；虹膜上部分为红褐色，下部为灰银色。

## 保护
本种于2023年被收录入《有重要生态、科学、社会价值的陆生野生动物名录》。